# Pouzay

Pouzay este o comună în departamentul Indre-et-Loire, Franța. În 2009 avea o populație de 800 de locuitori.